# FC Nantes
FC Nantes (1992-2007 FC Nantes Atlantique), är en fransk fotbollsklubb från norra Nantes som spelar i Ligue 1.
Klubben grundades mitt under andra världskriget, 1943. Det är en av de mest framgångsrika franska fotbollsklubbarna, med åtta Ligue 1-titlar, tre Coupe de France-titlar, en semifinal i Cupvinnarcupen (1980) och en semifinal i Champions League (1996, slagna av Juventus). Nantes är även kända för sitt ungdomslag som har tagit fram stjärnor som Marcel Desailly, Didier Deschamps och Christian Karembeu.
FC Nantes spelar i gulgröna tröjor, färger som är hämtade från den framgångsrika galopphästen Ali Pachas jockeys hjälm. Hästen skördade stora framgångar under 40-talet och ägdes av en av FC Nantes grundare.

## Spelare

### Truppen
| Nr | Land      | Pos | Namn                           |
| -- | --------- | --- | ------------------------------ |
| 1  | Frankrike | MV  | Alban Lafont                   |
| 2  | Brasilien | F   | Fábio                          |
| 3  | Brasilien | F   | Andrei Girotto                 |
| 4  | Frankrike | F   | Nicolas Pallois                |
| 5  | Spanien   | MF  | Pedro Chirivella               |
| 6  | Frankrike | MF  | Roli Pereira de Sa             |
| 7  | Mali      | A   | Kalifa Coulibaly               |
| 8  | Frankrike | MF  | Wylan Cyprien (lån från Parma) |
| 10 | Frankrike | MF  | Ludovic Blas                   |
| 11 | Frankrike | A   | Marcus Coco                    |
| 12 | Frankrike | F   | Dennis Appiah                  |
| 13 | Mali      | F   | Molla Wagué                    |
| 14 | Mali      | F   | Charles Traoré                 |
| 16 | Frankrike | MV  | Rémy Descamps                  |
| 17 | Belgien   | A   | Anthony Limbombe               |

| Nr | Land           | Pos | Namn                              |
| -- | -------------- | --- | --------------------------------- |
| 18 | Kongo-Kinshasa | MF  | Samuel Moutoussamy                |
| 19 | Frankrike      | A   | Willem Geubbels (lån från Monaco) |
| 20 | Frankrike      | A   | Jean-Kévin Augustin               |
| 21 | Kamerun        | F   | Jean-Charles Castelletto          |
| 23 | Frankrike      | A   | Randal Kolo Muani                 |
| 24 | Frankrike      | F   | Sébastien Corchia                 |
| 26 | Ghana          | MF  | Osman Bukari (lån från Gent)      |
| 27 | Nigeria        | A   | Moses Simon                       |
| 28 | Belgien        | A   | Renaud Emond                      |
| 29 | Frankrike      | A   | Quentin Merlin                    |
| 30 | Slovenien      | MV  | Denis Petrić                      |
| 31 | Frankrike      | MF  | Gor Manvelyan                     |
| 33 | Guinea         | F   | Abdoulaye Sylla                   |
| 40 | Frankrike      | MV  | Charly Jan                        |

### Utlånade spelare
| Nr | Land      | Pos | Namn                                            |
| -- | --------- | --- | ----------------------------------------------- |
|    | Frankrike | A   | Abdoul Kader Bamba (i Amiens till 30 juni 2022) |

| Nr | Land      | Pos | Namn                                        |
| -- | --------- | --- | ------------------------------------------- |
|    | Frankrike | A   | Bridge Ndilu (i Quevilly till 30 juni 2022) |

### Pensionerade nummer
9 –  Emiliano Sala, Anfallare, 2015–2019

### Kända spelare
För en fullständig lista av tidigare och nuvarande spelare i klubben med en artikel på Wikipedia, se kategorin.
- Didier Deschamps
- Fabien Barthez
- Maxime Bossis
- Marcel Desailly
- Claude Makélélé
- Eric Djemba-Djemba
- Mario Yepes
- Robert Gadocha
- Viorel Moldovan
- Gilles Yapi-Yapo

## Meriter
- Franska mästare: 1965, 1966, 1973, 1977, 1980, 1983, 1995, 2001
- Coupe de France: 1979, 1999, 2000, 2022
- Trophée des Champions: 1999, 2001
- Coppa delle Alpi: 1982